# Pangea Chasma
Il Pangea Chasma è una struttura geologica della superficie di Mimas.